# Боровец (община Струга)
Вижте пояснителната страница за други значения на Боровец.
Боровец или Бороец (на македонска литературна норма: Бороец; на албански: Boroveci) е село в Северна Македония, в община Струга.

## География
Селото е разположено на северно от Струга, в северозападния край на Стружкото поле, в подножието на планината Белица над язовира на Черни Дрин „Глобочица“.

## История
В XIX век Боровец е село в Стружка нахия на Охридска каза на Османската империя. Църквите „Света Богородица“ и „Свети Атанасий Велики“ са от XIX век и не са изписани. В „Света Богородица“ има икони от Дичо Зограф. В „Етнография на вилаетите Адрианопол, Монастир и Салоника“, издадена в Константинопол в 1878 година и отразяваща статистиката на населението от 1873 година, Боровец (Borovetz) е посочено като село с 60 домакинства, като жителите му са 172 българи.
Според Васил Кънчов в 90-те години Боровец има 54 къщи екзархисти, 24 къщи патриаршисти и 20 къщи арнаути. Населението на Боровец заедно с това на съседните Лабунища и Подгорци ходи на работа в чужбина, обикновено в Сърбия. Имат добри жилища и хубави гори с грамадни кестенови гори. Според статистиката на Кънчов („Македония. Етнография и статистика“) в 1900 година Боровец има 360 жители българи християни и 200 българи мохамедани.
На Етнографската карта на Битолския вилает на Картографския институт в София от 1901 година Бороища е смесено село българи, албанци и помаци в Охридската каза на Битолския санджак със 125 къщи.
По данни на секретаря на Българската екзархия Димитър Мишев („La Macédoine et sa Population Chrétienne“) в 1905 година в Борец има 136 българи екзархисти и 184 българи патриаршисти сърбомани. В 1907 година Яким Деребанов пише в свой рапорт, че селото има 70 къщи българи-патриаршисти и 40 къщи българи-мохамедани. Местните жители се занимават със земеделие и скотовъдство, както и с работа в чужбина, където се прехранват с шекерджилък, халваджилък и млекарство. Деребанов отбелязва:
| „ | Тъжно впечатление прави човеку това село, защото всичко наоколо е голо и каменисто. Къщите са разхвърлени по едни голи и каменисти ридове. Нищо особено за това село нема, освен това, че тук се разпространи сръб[ската] пропаганда в Дримкола и само за това, че боровчани от старо време отиват на чужбина в Сърбия... | “ |

Според преброяването от 2002 година селото има 629 жители.
| Националност     | Всичко |
| северномакедонци | 193    |
| албанци          | 74     |
| турци            | 175    |
| роми             | 0      |
| власи            | 0      |
| сърби            | 0      |
| бошняци          | 0      |
| други            | 187    |

## Личности
Родени в Боровец
- Анастас Кръстев (1847 – 1910), български духовник
- Коста Шуменкович (1828 – 1905), сърбоманин, обществен деец
- Матея Шуменкович (1864 – 1939), сърбоманин, свещеник

Други
- Илия Шуменкович (1881 – 1962), сърбоманин, сръбски политик, по произход от Боровец